# Swiss Indoors
A Swiss Indoors minden év októberében megrendezett tenisztorna férfiak számára Bázelben. 
A torna az ATP World Tour 500 Seriesbe tartozik, összdíjazása 1 000 000 dollár. A versenyen 32 játékos vehet részt. A mérkőzéseket kemény borítású, fedett pályákon játsszák, 1975 óta. 
Ez Svájc legfontosabb tenisztornája.

## Győztesek

### Egyéni
| Év   | Győztes               | Ellenfél a döntőben | Eredmény a döntőben            |
| ---- | --------------------- | ------------------- | ------------------------------ |
| 2013 | Juan Martín del Potro | Roger Federer       | 7–6(3), 2–6, 6–4               |
| 2012 | Juan Martín del Potro | Roger Federer       | 6–4, 6–7(5), 7–6(3)            |
| 2011 | Roger Federer         | Nisikori Kei        | 6–1, 6–3                       |
| 2010 | Roger Federer         | Novak Đoković       | 6–4, 3–6, 6–1                  |
| 2009 | Novak Đoković         | Roger Federer       | 6–4, 4–6, 6–2                  |
| 2008 | Roger Federer         | David Nalbandian    | 6–3, 6–4                       |
| 2007 | Roger Federer         | Jarkko Nieminen     | 6–3, 6–4                       |
| 2006 | Roger Federer         | Fernando González   | 6–3, 6–2, 7–6(3)               |
| 2005 | Fernando González     | Márkosz Pagdatísz   | 6–7(8), 6–3, 7–5, 6–4          |
| 2004 | Jiří Novák            | David Nalbandian    | 5–7, 6–3, 6–4, 1–6, 6–2        |
| 2003 | Guillermo Coria       | David Nalbandian    | visszalépett                   |
| 2002 | David Nalbandian      | Fernando González   | 6–4, 6–3, 6–2                  |
| 2001 | Tim Henman            | Roger Federer       | 6–3, 6–4, 6–2                  |
| 2000 | Thomas Enqvist        | Roger Federer       | 6–2, 4–6, 7–6(4), 1–6, 6–1     |
| 1999 | Karol Kučera          | Tim Henman          | 6–4, 7–6(10), 4–6, 4–6, 7–6(2) |
| 1998 | Tim Henman            | Andre Agassi        | 6–4, 6–3, 3–6, 6–4             |
| 1997 | Greg Rusedski         | Mark Philippoussis  | 6–3, 7–6(6), 7–6(3)            |
| 1996 | Pete Sampras          | Hendrik Dreekmann   | 7–5, 6–2, 6–0                  |
| 1995 | Jim Courier           | Jan Siemerink       | 6–7(2), 7–6(5), 5–7, 6–2, 7–5  |
| 1994 | Wayne Ferreira        | Patrick McEnroe     | 4–6, 6–2, 7–6(7), 6–3          |
| 1993 | Michael Stich         | Stefan Edberg       | 6–4, 6–7(5), 6–3, 6–2          |
| 1992 | Boris Becker          | Petr Korda          | 3–6, 6–3, 6–2, 6–4             |
| 1991 | Jakob Hlasek          | John McEnroe        | 7–6(4), 6–0, 6–3               |
| 1990 | John McEnroe          | Goran Ivanišević    | 6–7, 4–6, 7–6, 6–3, 6–4        |
| 1989 | Jim Courier           | Stefan Edberg       | 7–6, 3–6, 2–6, 6–0, 7–5        |
| 1988 | Stefan Edberg         | Jakob Hlasek        | 7–5, 6–3, 3–6, 6–2             |
| 1987 | Yannick Noah          | Ronald Agenor       | 7–6, 6–4, 6–4                  |
| 1986 | Stefan Edberg         | Yannick Noah        | 7–6, 6–2, 6–7, 7–6             |
| 1985 | Stefan Edberg         | Yannick Noah        | 6–7, 6–4, 7–6, 6–1             |
| 1984 | Joakim Nyström        | Tim Wilkison        | 6–3, 3–6, 6–4, 6–2             |
| 1983 | Vitas Gerulaitis      | Wojtek Fibak        | 4–6, 6–1, 7–5, 5–5 feladta     |
| 1982 | Yannick Noah          | Mats Wilander       | 6–4, 6–2, 6–3                  |
| 1981 | Ivan Lendl            | José Luis Clerc     | 6–2, 6–3, 6–0                  |
| 1980 | Ivan Lendl            | Björn Borg          | 6–3, 6–2, 5–7, 0–6, 6–4        |
| 1979 | Brian Gottfried       | Johan Kriek         | 7–5, 6–1, 4–6, 6–3             |
| 1978 | Guillermo Vilas       | John McEnroe        | 6–3, 5–7, 7–5, 6–4             |
| 1977 | Björn Borg            | John Lloyd          | 6–4, 6–2, 6–3                  |
| 1976 | Jan Kodeš             | Jiří Hřebec         | 6–4, 6–2, 6–3                  |
| 1975 | Jiří Hřebec           | Ilie Năstase        | 6–1, 7–6, 2–6, 6–4             |

### Páros
| Év   | Győztesek                              | Ellenfelek a döntőben                   | Eredmény a döntőben |
| ---- | -------------------------------------- | --------------------------------------- | ------------------- |
| 2013 | Treat Huey / Dominic Inglot            | Julian Knowle / Oliver Marach           | 6–3, 3–6, [10–4]    |
| 2012 | Daniel Nestor / Nenad Zimonjić         | Treat Huey / Dominic Inglot             | 6–4, 7–5            |
| 2011 | Michaël Llodra / Nenad Zimonjić        | Makszim Mirni / Daniel Nestor           | 6–4, 7–5            |
| 2010 | Bob Bryan / Mike Bryan                 | Daniel Nestor / Nenad Zimonjić          | 6–3, 3–6, [10–3]    |
| 2009 | Daniel Nestor / Nenad Zimonjić         | Bob Bryan / Mike Bryan                  | 6–3, 6–2            |
| 2008 | ' Mahes Bhúpati / Mark Knowles         | Christopher Kas / Philipp Kohlschreiber | 6–3, 6–3            |
| 2007 | Bob Bryan / Mike Bryan                 | James Blake / Mark Knowles              | 6–1, 6–1            |
| 2006 | Mark Knowles / Daniel Nestor           | Mariusz Fyrstenberg / Marcin Matkowski  | 4–6, 6–4, 10–8      |
| 2005 | Agustín Calleri / Fernando González    | Stephen Huss / Wesley Moodie            | 7–5, 7–5            |
| 2004 | Bob Bryan / Mike Bryan                 | Lucas Arnold Ker / Mariano Hood         | 7–6(9), 6–2         |
| 2003 | Mark Knowles / Daniel Nestor           | Lucas Arnold Ker / Mariano Hood         | 6–4, 6–2            |
| 2002 | ' Bob Bryan / Mike Bryan               | Mark Knowles / Daniel Nestor            | 7–6(1), 7–5         |
| 2001 | Ellis Ferreira / Rick Leach            | Mahes Bhúpati / Lijendar Pedzs          | 7–6(3), 6–4         |
| 2000 | Donald Johnson / Piet Norval           | Roger Federer / Dominik Hrbatý          | 7–6(9), 4–6, 7–6(4) |
| 1999 | Brent Haygarth / Alekszandar Kitinov   | Jiří Novák / David Rikl                 | 0–6, 6–4, 7–5       |
| 1998 | Olivier Delaître / Fabrice Santoro     | Piet Norval / Kevin Ullyett             | 6–3, 7–6            |
| 1997 | Tim Henman / Marc Rosset               | Karsten Braasch / Jim Grabb             | 7–6, 6–7, 7–6       |
| 1996 | Jevgenyij Kafelnyikov / Cyril Suk      | David Adams / Menno Oosting             | 6–3, 6–4            |
| 1995 | Cyril Suk / Daniel Vacek               | Mark Keil / Peter Nyborg                | 3–6, 6–3, 6–3       |
| 1994 | Patrick McEnroe / Jared Palmer         | Lan Bale / John-Laffnie de Jager        | 6–3, 7–6            |
| 1993 | Byron Black / Jonathan Stark           | Neil Broad / Gary Muller                | 3–6, 7–5, 6–3       |
| 1992 | Tom Nijssen / Cyril Suk                | Karel Nováček / David Rikl              | 6–3, 6–4            |
| 1991 | Jakob Hlasek / Patrick McEnroe         | Petr Korda / John McEnroe               | 3–6, 7–6, 7–6       |
| 1990 | ' Stefan Kruger / Christo Van Rensburg | Neil Broad / Gary Muller                | 4–6, 7–6, 6–3       |
| 1989 | Udo Riglewski / Michael Stich          | Omar Camporese / Claudio Mezzadri       | 6–3, 4–6, 6–0       |
| 1988 | Jakob Hlasek / Tomáš Šmíd              | Jeremy Bates / Peter Lundgren           | 6–3, 6–1            |
| 1987 | Anders Järryd / Tomáš Šmíd             | Stanislav Birner / Jaroslav Navratil    | 6–4, 6–3            |
| 1986 | Guy Forget / Yannick Noah              | Jan Gunnarsson / Tomáš Šmíd             | 7–6, 6–4            |
| 1985 | Tim Gullikson / Tom Gullikson          | Mark Dickson / Tim Wilkison             | 4–6, 6–4, 6–4       |
| 1984 | Pavel Složil / Tomáš Šmíd              | Stefan Edberg / Tim Wilkison            | 7–6, 6–2            |
| 1983 | Pavel Složil / Tomáš Šmíd              | Stefan Edberg / Florin Segarceanu       | 6–1, 3–6, 7–6       |
| 1982 | Henri Leconte / Yannick Noah           | Fritz Buehning / Pavel Složil           | 6–2, 6–2            |
| 1981 | José Luis Clerc / Ilie Năstase         | Markus Günthardt / Pavel Složil         | 7–6, 6–7, 7–6       |
| 1980 | Kevin Curren / Steve Denton            | Bob Hewitt / Frew McMillan              | 6–7, 6–4, 6–4       |
| 1979 | Bob Hewitt / Frew McMillan             | Brian Gottfried / Raúl Ramírez          | 6–3, 6–4            |
| 1978 | Wojtek Fibak / John McEnroe            | Bruce Manson / Andrew Pattison          | 7–6, 7–5            |
| 1977 | Mark Cox / Buster Mottram              | John Feaver / John James                | 7–5, 6–4, 6–3       |
| 1976 | Frew McMillan / Tom Okker              | Jiří Hřebec / Jan Kodeš                 | 6–4, 7–6, 6–4       |